# 趙和亭
趙和亭（1892年—1951年4月21日），又名和廷。陝西省長安縣人。民國37年（1948年）在西安市選區當選第一屆立法委員

## 生平[1]
- 陝西省立法政專科學校畢業
- 日本明治大學畢業
- 曾任國民革命軍第二軍總司令部參議、河南督辦署中將參議，第二集團軍總司令部少將參議
- 國民參政員
- 獲頒勝利勛章[2]
- 1951年4月21日，在西安被殺[3]